# 机械玩偶

机械玩偶

机械玩偶是一种机电一体化的戲偶。  這種東西衍生自自動機，人們在遊樂園中經常能看到机械玩偶。人們可以通过计算机和其他方式來讓机械玩偶做動作或者移動。人們可以做出各種各樣的機械玩偶，它的外觀取決於人們的需求，例如人們想做一個人形機械玩偶，那麼這種機械玩偶看上去就有點像真人。